# Pigeon Island, Jamaica
Pigeon Island är en ö i Jamaica. Den ligger i den södra delen av landet, 40 km sydväst om huvudstaden Kingston. Arean är 0,22 kvadratkilometer.
Terrängen på Pigeon Island är mycket platt. Öns högsta punkt är 6 meter över havet. Den sträcker sig 0,5 kilometer i nord-sydlig riktning, och 0,6 kilometer i öst-västlig riktning.